# عبد الغني عبد الحميد
عبد الغني عبد الحميد (بالإنجليزية: Abdul Ghani Abdul Hamid)‏ هو فنان وكاتب وشاعر سنغافوري، ولد في 1933، وتوفي في 14 أبريل 2014.